# Théophile Delcassé

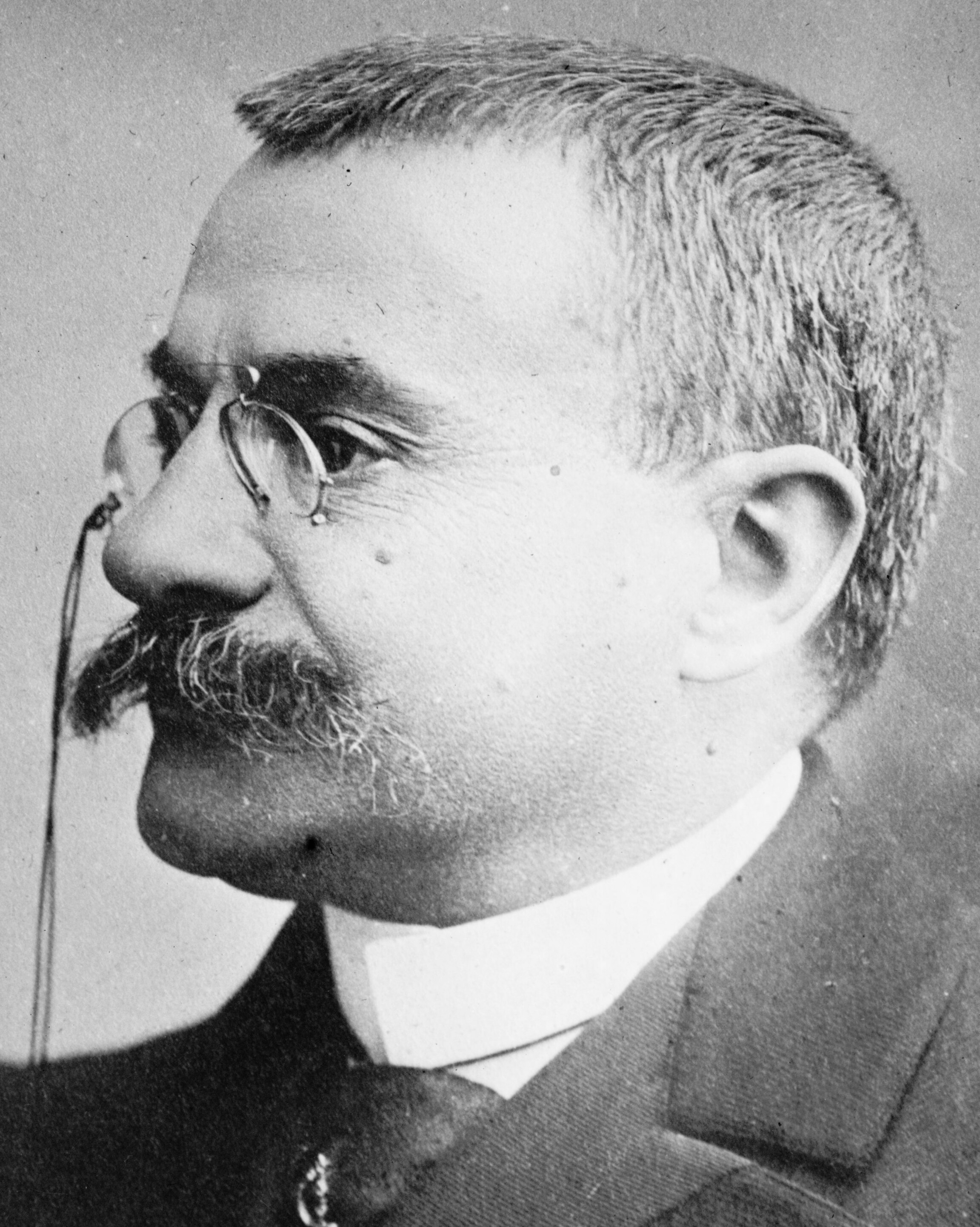

Théophile Delcassé (Pamiers, 1 maart 1852  - Nice, 22 februari 1923) was een Franse journalist en politicus. Onder zijn beleid als Frans minister van Buitenlandse Zaken werd de Entente Cordiale met het Verenigd Koninkrijk getekend.

## Levensloop
Als journalist leerde hij Léon Gambetta kennen als hoofdredacteur van de krant La République française. Hij was een bewonderaar van de radicaal Jules Ferry. In 1885 stapte hij in de politiek en in 1893 kreeg hij de post van ondersecretaris van het ministerie van Kolonies. Een jaar later werd hij minister van Kolonies en in 1898 werd hij minister van Buitenlandse Zaken, met als opdracht het Fashoda-incident te ontmijnen. Een volgende stap was de Driekeizersbond te ontwrichten, op 9 augustus 1899 sloot Rusland een akkoord met de Derde Franse Republiek, ook hij slaagde er in dat Italië zich niet bij de bond aansloot. In 1904 was hij de architect van het Entente Cordiale met het Verenigd Koninkrijk. De Tangercrisis betekende voor Théophile Delcassé het einde van een eerste hoofdstuk, hij werd vriendelijk verzocht op te stappen (1905). 
Bij de Tweede Marokkaanse Crisis in 1911 werd hij aangesteld als minister van Marine. Alhoewel hij aan de wieg stond van het maken en breken van verbonden, kon hij niet vermijden dat de Eerste Wereldoorlog uitbrak. In 1915 trok hij zich terug naar zijn geboortestreek en na de dood van zijn zoon Jacques in 1918, verliet hij de politiek. Zijn graf bevindt zich op het kerkhof van Montmartre.